# Cratere Mildred
Mildred  è un cratere sulla superficie di Venere.